# Limnaecia novalis
Limnaecia novalis là một loài bướm đêm thuộc họ Cosmopterigidae. Nó được tìm thấy ở Úc.